# 세븐 뷰티스
세븐 뷰티스(Pasqualino Settebellezze, Seven Beauties)는 이탈리아에서 제작된 리나 베르트뮬러 감독의 1975년 코미디, 드라마, 전쟁 영화이다. 잔카를로 잔니니 등이 출연하였다.

## 출연
- 잔카를로 잔니니
- 페르난도 레이
- 셜리 스톨러
- 로베르토 에를리츠카